# Monika Donner
Monika Donner (* 11. Juli 1971 in Linz) ist eine rechte österreichische Autorin und Verlegerin (Monithor-Verlag).

## Leben
Donner maturierte 1989 am Kollegium Aloisianum und diente danach als Einjährig-Freiwilliger im Bundesheer, später in der Miliz. Im Jahr 1998 wurde sie Kompaniekommandant der 4. Panzergrenadierbrigade. 1996 begann sie ihr Studium der Rechtswissenschaften an der Johannes-Kepler-Universität und erlangte 2001 den akademischen Grad eines Magisters der Rechtswissenschaften. Anschließend absolvierte sie das Gerichtsjahr in Linz.
Ab 2002 arbeitete sie im Verteidigungsministerium, wo sie die Abteilung für Personalführung leitete und bis 2022 das Budgetreferat verantwortete, zuletzt als Ministerialrätin. 2021 wurde ihr aufgrund mehrerer Pflichtverletzungen im Zusammenhang mit Äußerungen zu Maßnahmen zur Bekämpfung der COVID-19-Pandemie gekündigt, schließlich erfolgte die einvernehmliche Lösung des Dienstverhältnisses.
Sie erwirkte vor dem Verfassungsgerichtshof die Korrektur ihres Geschlechts im Geburtenbuch ohne verpflichtende geschlechtsangleichende Operation. Ihren Geburtsnamen Anton Alexander Justl ändert sie zunächst in Toni Monique Alexandra Justl, schließlich 2010 in Monika Donner.
Seit 2006 ist sie diplomierte Lebens- und Sozialberaterin. Donner führt den Selbstverlag „Akademie für strategische Bildung“ (Monithor).
Im Jahr 2023 wurde Donners Leben unter dem Titel Der Soldat Monika von Paul Poet verfilmt.

## Positionen
Donner gilt als „Star der rechten und rechtsextremen Szene im deutschsprachigen Raum“. 2015 vertrat sie die These, die Vereinigten Staaten würden die Flüchtlingsströme in Europa steuern. In einem interview mit Roland Düringer bezeichnete sie die Terroranschläge am 11. September 2001 als „Reichskristallnacht der USA“. Die Terroranschläge am 13. November 2015 in Paris bezeichnete sie als „False Flag“-Operation. Donner tritt seit 2020 öffentlich als COVID-19-Pandemie-Maßnahmengegnerin auf.
Ihre öffentlichen Äußerungen führten mehrfach zu parlamentarischen Anfragen an den Verteidigungsminister, bis 2022 ihr Dienstgeber.

## Werke
- Tiger in High Heels. Zweimal Käfig und zurück. Lotus-Presse, Lohne 2010, ISBN 978-3-935367-67-7.
- (mit Peter Hajek): Normal war gestern. Satirischer Roman mit spirituellem Tiefgang. Berger, Horn und Wien 2014. ISBN 978-3-85028-646-6.
- God bless you, Putin! Strategische Analyse inklusive rechtlicher Beurteilung der sicherheitspolitischen Lage Europas am Beispiel Österreich. AMRA, Hanau 2015. ISBN 978-3-95447-227-7.
- Krieg, Terror, Weltherrschaft – Band 1: Warum Deutschland sterben soll (Krieg, Terror, Weltherrschaft: Warum Deutschland sterben soll), Monithor, 2019, ISBN 978-3-9503314-1-7
- Corona-Diktatur: Wissen, Widerstand, Freiheit. Monithor 2021, ISBN 978-3-9503314-4-8
- Freiheut. Handbuch für den Tiger in dir. Monithor 2022, ISBN 978-3-9503314-6-2
- Krieg, Terror, Weltherrschaft – Band 2: Warum Deutschland leben muss: Warum Deutschland sterben soll / Warum Deutschland leben muss. Monithor, 2024, ISBN 978-3-9503314-2-4